# Adonisea masoni
Adonisea masoni là một loài bướm đêm trong họ Noctuidae.